# 解放军歌剧院
39°56′48″N 116°22′00″E / 39.9467477°N 116.3667522°E
解放军歌剧院，位于北京市西城区德胜门西大街60号，是一座多功能综合剧院。

## 简介
解放军歌剧院2005年4月开业。坐落在北二环积水潭桥东南角，紧邻北京地铁二号线积水潭站。前身为中国人民解放军总政治部歌剧团排练场。解放军歌剧院由中国人民解放军总政治部歌剧团兴建。解放军歌剧院总占地面积6534平方米，内有大、小两个剧场。大剧场有上、下两层观众席及6个包厢共800个坐席，小剧场设计风格独特。解放军歌剧院承办过歌剧、音乐剧、芭蕾、交响乐、室内乐、话剧、戏曲等。